# Протесты в Каракалпакстане (2022)
Протесты в Каракалпакстане (каракалп. Қарақалпақстандағы наразылық ҳəрекетлери / Qaraqalpaqstandaǵı narazılıq háreketleri; узб. Қорақалпоғистондаги намойишлар / Qoraqalpogʻistondagi namoyishlar) — инциденты в Каракалпакстане, произошедшие в 2022 году, начавшиеся как митинг протеста и переросшие в столкновения.
Протесты начались 1 июля 2022 года после вынесения на общественное обсуждение проекта новой редакции Конституции Узбекистана, в которой из описания статуса Республики Каракалпакстан удалено слово «суверенная», а также убрано упоминание о праве республики на отделение от Узбекистана. Протесты начались в Нукусе, столице Республики Каракалпакстан, но позже перекинулись на Чимбай и Муйнак. Участники протестов выступают против проекта новой редакции Конституции.

## Предыстория

### Особенности региона

Каракалпакстан на карте Узбекистана

Республика Каракалпакстан — один из самых бедных и малопригодных для жизни регионов. Более 85 % территории республики занимает пустыня Кызылкум, в связи с чем в республике постоянно наблюдается нехватка питьевой воды. По данным на 2002 год, из Каракалпакстана в Казахстан мигрировало более 250 тысяч человек, что составляло пятую часть всего населения автономии. Помимо этого, тяжёлое экономическое положение подкрепляется продолжающейся экологической катастрофой, связанной с высыханием Аральского моря.
20 марта 1932 года из Кара-Калпакской АО РСФСР была образована Кара-Калпакская Автономная Социалистическая Советская Республика в составе РСФСР. 5 декабря 1936 года автономная республика была передана в состав Узбекской ССР.
14 декабря 1990 года на сессии Верховного совета Каракалпакской АССР была подписана Декларация о государственном суверенитете, предполагавшая полную независимость государства, которой можно было достигнуть через проведение общереспубликанского референдума. 9 января 1992 года ККАССР была преобразована в Республику Каракалпакстан. В 1993 году путём длительных переговоров был подписан межгосударственный договор о вхождении Республики Каракалпакстан в состав Узбекистана сроком на 20 лет. Однако к 2013 году договор на официальном уровне был фактически забыт.
В течение 1990—2000-х гг. усиливавшиеся репрессивные механизмы официального Ташкента подавляли каракалпакский сепаратизм. Бывший Президент Каракалпакстана Даулетбай Шашметов, выступавший за выход республики, был снят со всех должностей и ушёл из политики в 1992 году. При невыясненных обстоятельствах умер Марат Аралбаев, а его партия «Халык Мапи» («Народная воля») была распущена.

### Поправки в Конституцию (2022)
16 мая 2022 года Либерально-демократическая партия Узбекистана предложила проект изменения и дополнения Конституции Узбекистана. 17 мая в Законодательной палате Олий Мажлиса Республики Узбекистан состоялось совместное заседание фракций Либерально-демократической партии Узбекистана и Демократической партии Узбекистана «Миллий тикланиш», на котором был рассмотрен проект постановления о внесении изменений и дополнений в Конституцию Узбекистана. Он был одобрен депутатами обеих фракций. 20 мая была сформирована специальная комиссия по внесению изменений в Конституцию Узбекистана. 24 июня депутаты Законодательной палаты Олий Мажлиса Республики Узбекистан единогласно одобрили законопроект о внесении изменений в Конституцию Республики Узбекистан.
25 июня 2022 года узбекские власти вынесли на общественное обсуждение проект новой редакции Конституции Узбекистана. В разделе 17, целиком посвящённом Республике Каракалпакстан, два основных тезиса раздела гласят, что Каракалпакстан — это суверенная республика и что народ этой республики имеет право на отделение от Узбекистана на основе всеобщего референдума жителей Каракалпакстана. Эти пункты были изъяты из новой редакции Конституции. Обсуждение проекта продлится до 4 июля того же года; после этого власти назначат дату референдума.
Вечером 26 июня в соцсетях появились призывы жителей Каракалпакстана к массовым выступлениям. Активисты выступили против проекта новой редакции Конституции, видя в ней угрозу суверенитету республики. Оппозиционные политики из Каракалпакстана выразили категорическое несогласие с новой редакцией Конституции, но действующие власти, в том числе президент Узбекистана Шавкат Мирзиёев, предпочли не говорить об этом. По сообщениям Радио «Азаттык», на администраторов пабликов и телеграм-каналов, высказывающихся против проекта, оказывают давление правоохранительные органы Узбекистана. 27 июня жители Нукуса писали, что в городе ограничили доступ к мобильному интернету.

## Хронология

### 1 июля
На улицах Нукуса собрались по меньшей мере сотни людей с флагами Каракалпакстана. В этот же день лидер оппозиции, юрист Даулетмурат Тажимуратов, объявил, что согласовал с властями проведение мирного митинга 5 июля. Однако позже люди в штатском увезли его с семьёй в неизвестном направлении. Как подтвердила сестра Тажимуратова, днём милиционеры забрали его из дома. Сообщается, что позже он был отпущен. Народ стихийно начал выходить на улицу, требуя немедленно освободить Тажимуратова. Митинги также прошли в двух других городах республики — Чимбае и Муйнаке. Активных участников митингов задерживали. По словам жителей Каракалпакстана, люди обсуждали митинги в специальных телеграм-каналах, где и координировали совместные действия. В этот же день, власти Узбекистана ввели дополнительные силы Нацгвардии в Каракалпакстан. Тем временем, узбекские медиа массовые акции протеста игнорировали.
По сообщению главного редактора TurkmenNews Руслана Митяева, после того как Тажимуратова отпустили, он пошёл в мечеть, а затем отправился домой. Уже из дома он начал отправлять в свой телеграм-канал голосовые сообщения о том, что «с ним всё в порядке», но спустя какое-то время он отправил сообщение, где дрожащим голосом рассказал, что на связь с ним вышло высшее руководство Службы национальной безопасности Узбекистана и потребовало от него «прекратить это всё». Ему угрожали тем, что он взяточник: якобы у СНБ есть видео, где он берёт взятки. Также у них якобы есть видео, где он занимается сексом с мужчинами — в Узбекистане это противозаконно. Также Тажимуратову говорили, что СНБ «поднимут старые дела его отца».
Министерство внутренних дел Узбекистана объявило, что причиной демонстраций в административном центре Каракалпакстана Нукусе стало «неправильное толкование конституционных реформ, проводимых в республике». The Moscow Times с отсылкой на участников протестов сообщает, что причиной недовольства граждан Каракалпакстана стало не стремление отделиться от Узбекистана, а попытка властей грубо нарушить конституционные права и ликвидировать особый статус региона.
По информации, предоставленной Жокаргы Кенесом (парламентом) Республики Каракалпакстан, протестующие пытались захватить здания органов государственного управления.

О событиях вечера 1 июля в Нукусе издание «Хук» писало:
Вечером митингующие собрались около подземного перехода на Нукусском Центральном Дехканском базаре, ожидая Даулетмурата Тажимуратова. Примерно к 19:00 он приехал к людям. Тажимуратов вместе с председателем Жокаргы Кенеса Муратом Камаловым забрались на крышу машины Камалова и стали ждать, пока им привезут микрофоны и колонки. Аппаратуру так и не привезли. Среди людей не наблюдалось проявления агрессии, жестокости, насилия или мародёрства. Мобильные отряды особого назначения МВД также присутствовали на митинге, но не проявляли активность. Митингующие попросили у них каски, щиты, дубинки, объясняя просьбу опасениями за свои жизни. Сотрудники МВД согласились, а митингующие, уходя с базара, вернули все обмундирование обратно. Спустя некоторое время Даулетмурат Тажимуратов и Мурат Камалов сели в машину, а жители стали толкать автомобиль к зданию Жокаргы Кенеса. После того как машина подъехала к зданию, Тажимуратов и Камалов зашли внутрь. Митингующие ожидали снаружи. Вскоре начался конфликт. Сотрудники силовых структур начали метать дымовые шашки. Некоторые из протестующих ловили шашки и кидали их обратно в сотрудников. Сотрудники мобильного отряда особого назначения (МООН) МВД начали использовать средства шумового воздействия. Одна из шашек попала в голову протестующего. По сообщениям очевидцев, пострадавший скончался. Информация не подтверждена. Сотрудники правоохранительных органов использовали против митингующих резиновые пули. Двум участникам митинга попали по ногам. Одного из них увезли на гражданском автомобиле марки DAMAS, второго посадили в машину ГУБДД. Как сообщают очевидцы, вскоре сотрудники применили слезоточивый газ и начали использовать водометы. Люди начали разбегаться. Часть из протестующих отправились к дому Тажимуратова.

### 2 июля
В 4 часа утра Даулетмурата Тажимуратова забрали на пяти автобусах и увезли в неизвестном направлении. На перекрёстках Нукуса выставлены блокпосты. Людей задерживают и сажают в синие фургоны. В городе нет мобильного и стационарного интернета, не работают способы безналичной оплаты, в банкоматах невозможно снять наличные. Въезд в Нукус перекрыт со стороны городов Тахиаташ, Ходжейли, Орак Балга. Также был ограничен переход поста Давуд Ота, который соединяет Кунградский район Каракалпакстана и Бейнеуский район Мангистауской области Казахстана. Было объявлено, что железнодорожное движение в этом направлении будет остановлено.
Жокаргы Кенес, Совет министров и Министерство внутренних дел Каракалпакстана опубликовали заявление о том, что в Нукусе 1 июля произошла «попытка захвата органов государственного управления». По официальной версии, организаторы беспорядков собрали людей на столичной площади перед административными зданиями.
По данным сервиса Flightradar24 и Kun.uz, борт Шавката Мирзиёева направился в Нукус. В Нукус также вылетел самолёт премьер-министра Абдуллы Арипова. Вечером Шавкат Мирзиёев заявил, что все поправки, которые касаются Каракалпакстана (70, 71, 72, 73, 74 и 75 редакции) будут полностью отменены.
К вечеру ряд источников начал утверждать, что силовики применили против протестующих летальное оружие, был дан приказ стрелять на поражение. К 23:00 в сети появляются первые снимки погибших и раненых.

### 3 июля
С 3 июля по 2 августа в регионе введён режим чрезвычайного положения, а также установлен комендантский час с 21 часа до 7 часов. Через несколько часов после возвращения в Ташкент самолёт Мирзиёева снова вылетел в Нукус.
В сети появилось видео, на котором видно большое количество крови на улице. Президент Мирзиёев признал, что есть жертвы как среди гражданского населения, так и среди силовиков, заявив, что участники беспорядков вели «деструктивные действия». Политик в изгнании Пулат Ахунов сообщил агентству «Рейтер», что по меньшей мере пять человек погибли. Султанбек Зияев, министр здравоохранения Каракалпакстана, сказал, что больницы Нукуса были переполнены протестующими, которые получили ранения в ходе столкновений со службами безопасности, и что «тысячи» из них были госпитализированы.
Фактически в этот день протесты были подавлены.

### Последующие события
4 июля Генеральная прокуратура Узбекистана выпустила первые официальные данные о погибших, раненых и задержанных участниках протестов.
ИА «Фергана» сообщило, что утром 6 июля количество силовиков в Нукусе было значительно уменьшено. Из города были выведены все военные со своей бронетехникой. Отдельные административные здания остались охранять спецподразделения Национальной гвардии.
6 июля президент Узбекистана поручил генеральному прокурору Нигматилле Юлдашеву «глубоко и беспристрастно изучить каждый случай и дать справедливую правовую оценку действиям участников события», в том числе сотрудникам силовых структур, если они превышали полномочия. Также в этот день на сайте МИД Узбекистана появилось заявление, посвящённое протестам в Каракалпакии. В нём министерство подняло тему СМИ и правозащитных организаций, ссылающихся на «неназванные источники», вынужденном принятии мер по временному ограничению интернет-связи и признаках «заранее спланированной диверсии».

## Комендантский час
3 июля 2022 года в Каракалпакстане было объявлено чрезвычайное положение с 01:00 часов 3 июля 2022 года до 00:00 часов 2 августа 2022 года. Согласно объявлению, комендантский час будет действовать в течение месяца с 21:00 до 7:00. Было создано Каракалпакское областное управление, которому были переданы все полномочия, предусмотренные законом «О чрезвычайном положении». Комендантом Каракалпакстана назначен командующий Национальной гвардией Рустам Джураев.
Во время комендантского часа объявлены следующие меры и ограничения:
- Усилена охрана общественного порядка, особо важных и секретных объектов, объектов инфраструктуры, обеспечивающих жизнедеятельность населения;
- Ограничена свобода передвижения в Республике Каракалпакстан, в том числе для транспортных средств;
- Проверяются документы, удостоверяющие личность физических лиц, проводится их личный досмотр, досматриваются их вещи и транспортные средства;
- Въезд и выезд из Каракалпакстана ограничен;
- Запрещается организация и проведение мирных собраний, зрелищных, спортивных и иных массовых мероприятий;
- Забастовки и любые другие действия, направленные на приостановление или прекращение деятельности юридических лиц, запрещены;
- Запрещена продажа оружия, боеприпасов, взрывчатых веществ, специальных инструментов и отравляющих веществ. Также будет введен особый порядок оборота наркотических средств, психотропных веществ, этилового спирта и алкогольной продукции;
- У физических лиц временно изымаются оружие и боеприпасы, отравляющие вещества, а у юридических лиц временно изымаются военная и учебная техника, взрывчатые и радиоактивные вещества, наряду с оружием, боеприпасами и отравляющими веществами

20 июля 2022 года президент Узбекистана Шавкат Мирзиёев после обращения Жокаргы Кенеса подписал указ об отмене чрезвычайного положения с 05:00 21 июля 2022 года.

## Потери сторон и последующий суд
4 июля Генеральная прокуратура Узбекистана заявила, что в результате волнений в Нукусе погибло 18 человек, 243 получили ранения, в том числе 38 сотрудников правоохранительных органов, задержано 516 человек.